# Guaicaipuro (cacique)
Pour les articles homonymes, voir Guaicaipuro.
Guaicaipuro, mieux connu sous le nom de Guaicapuro, est un cacique du Venezuela, né en 1530, mort en 1568, chef de plusieurs ethnies autochtones d'Amérique. Figure de la résistance à la colonisation espagnole, de nombreux hommages lui sont rendus. Il apparait notamment sur les billets de 10 bolivars vénézuéliens et dispose d'un cénotaphe au Panthéon national du Venezuela.

## Biographie
Guaicaipuro était un cacique et chef de guerre d'origine taima. Son père est Catuche, de la tribu "De Los Teques" (une ville proche de Caracas). Il avait deux sœurs, Tiaora et Caycape. Quand son père Catuche mourut, Guaicaipuro devint chef de la tribu à seulement 20 ans. Il se maria par la suite avec Urquía. Ils eurent trois enfants dont Baruta, qui reçut le chapeau de plumes de son père à la mort de ce dernier au combat.
Guaicaipuro vainquit beaucoup de chefs militaires espagnols dont le colonel Juan Rodriguez Suarez, Diego Garcia de Paredes, le capitaine Luis Narvaez et Francisco Fajardo. Il s'allia avec de nombreuses tribus de la région centrale du pays, pour faire face à la conquête espagnole du territoire actuel du Venezuela. Par la suite, il acquit le titre de "chef des chefs" ("Jefe de jefes") ou "Guapotori", et dirigea les caciques Tiuna, Naiguata, Guaicaimuto, Chacao, Terepaima, Catia, Aramaipuro, Paramaconi et son fils Baruta. De nos jours, Guaicaipuro est l'un des caciques les plus connus, et illustre la résistance indigène au Venezuela.

## Hommages
Guaicaipuro est devenu un symbole de résistance au Venezuela. Voici quelques hommages qui lui sont dédiés :

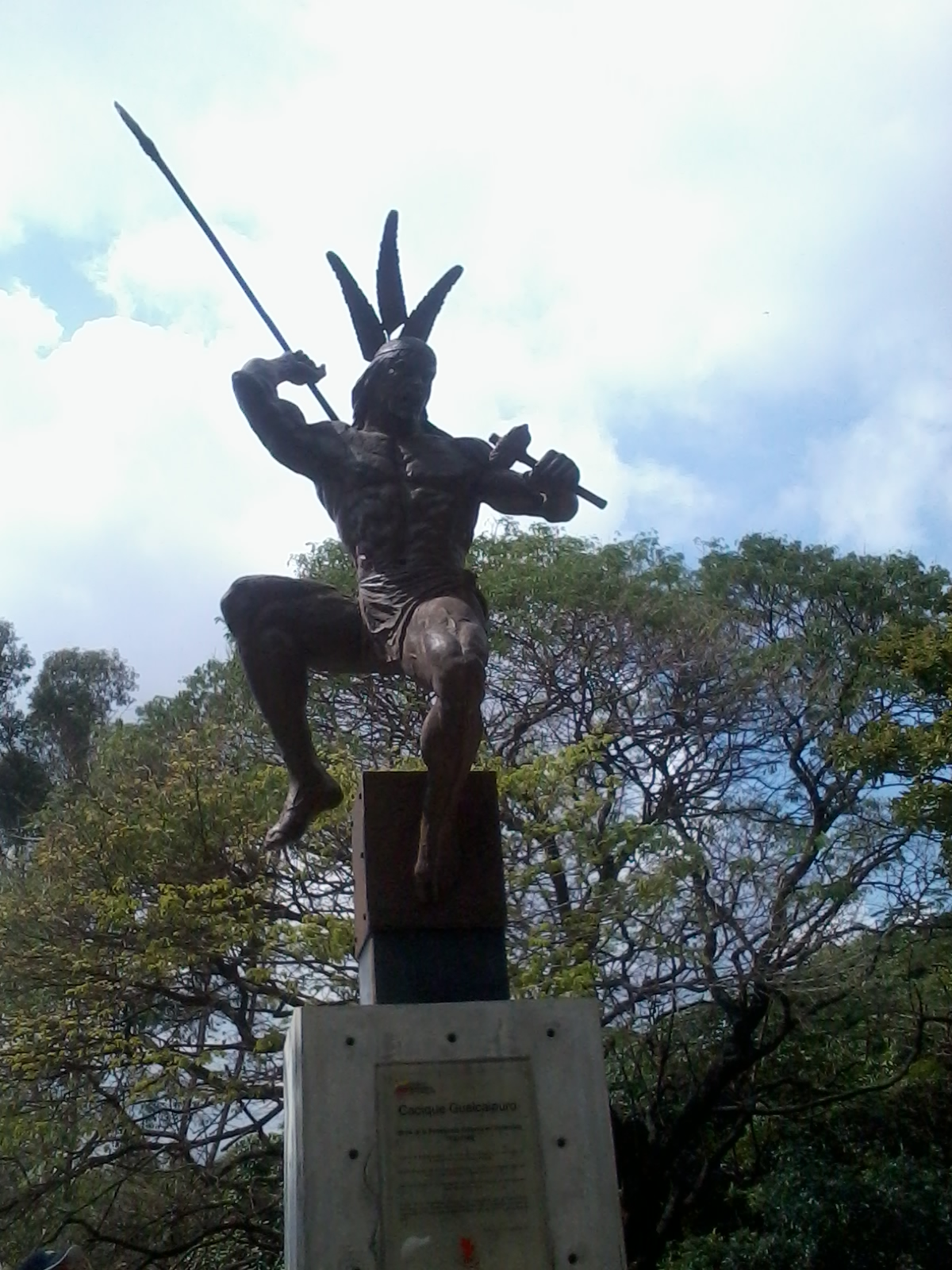
Statue monumentale à Caracas.

- Il apparait sur les billets de 10 bolivars vénézuéliens.
- La Municipalité Guaicaipuro dans l'État de Miranda.
- Un cénotaphe lui est dédié au Panthéon national du Venezuela.
- Une statue monumentale à Caracas.
- Une statue monumentale à Los Teques.
- "Guaicaipuro de oro" est un prix visant à récompenser des animateurs de télévision et de radio.
- Dans un objectif de décolonisation de l'espace public, l'autoroute Francisco Fajardo, la plus grande de la capitale vénézuélienne et dont le nom rend hommage à un conquistador, est rebaptisée en 2020 du nom du « Grand cacique Guaicaipuro », par le président Nicolas Maduro.